# 真杉靜枝

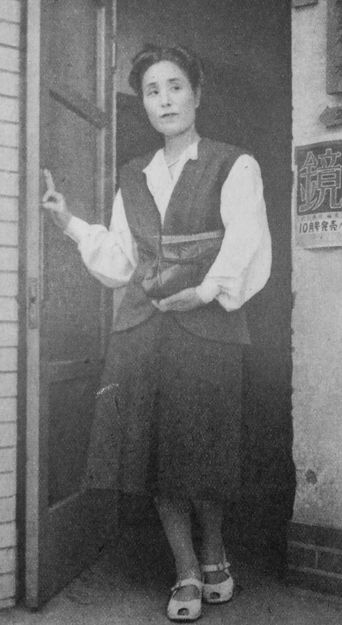
真杉靜枝的全身照，刊載於1948年10月27日發行之《アサヒグラフ》。

真杉靜枝（1901年10月3日—1955年6月29日），是一位出生於日本福井縣，成長於臺灣臺中與大阪等地的作家與女性權益運動者。 他的許多作品都被歸類屬私小說。

## 生平概要
1901年，真杉靜枝出生於福井縣伊那郡殿下村；他的父親當時是一位教師，他的外祖父是一位住持，他母親與父親在非婚姻狀態下生下他。 1904年，真杉靜枝的父親開始在臺灣擔任宮司，他隨父母前往當地。 後來，他在公立臺中高等女學校中途退學後，改入臺灣總督府臺中病院（今臺中醫院之前身）附屬護士養成學校就讀，後於臺中病院擔任護士。
1917年，他遵從雙親要求，與時任臺中驛助役之長13歲且已有事實婚伴侶之男性結婚。 因無法忍受婚姻生活，1921年他離婚並前往大阪與外祖父母一同生活。在擔任打字員與事務員後，他在1925年成為《大阪每日新聞》的記者。 當時，他與正岡容發生情感關係且試圖自殺，但以失敗告終。稍後，他在採訪過程中結識武者小路實篤並與之發生情感關係，同時在後者鼓勵下開始創作。
1927年，他以自身婚姻經驗為靈感寫成〈站長的少妻〉，並發表於武者小路實篤主編之（文學）雜誌《大調和》，成為他在日本文壇最初的作品。
1928年，他開始在長谷川時雨主理之刊物《女人藝術》投稿，並與吉屋信子等作家交流。1933年，他與坂口安吾、田村泰次郎、矢田津世子等人共同創辦刊物《櫻》。
此後，真杉靜枝陸續發表以日本統治下在臺日本人社會中的女性生活為主題的作品，如〈南方之墓〉、〈南海的記憶〉等。
1939年，他與中村地平前往臺灣，並與生活於臺南的母親等家人團聚。 1941年，他在臺灣出版《南方紀行》與《囑咐》，該二作品集收錄以南進政策下之臺灣為主題的隨筆與小說，描寫對象多是殖民統治情境中之臺灣漢人與原住民女性。
1941年，他與長谷川時雨、圓地文子等前往廣東慰問日本軍隊。 1942年，他與中山義秀結婚（後於1946年離婚）。
太平洋戰爭結束後不久，他仍繼續以臺灣為題材進行創作，並發表了批判殖民政策並涉及日本戰敗之主題，如「花樟物語」之系列作品，也描寫長居海外被遣返日本本土者的境遇，如《思念的那人》。
此外，他也在太平洋戰爭結束後投入於原子彈爆炸受害年輕女性之救濟運動，並獲賽珍珠之聲援。
1950年代即將過世前，他接受基督教洗禮。1955年6月29日，他因肺癌在東京大學醫院小石川分院病逝。 他的骨灰被埋葬於東慶寺的墓園。

## 延伸閱讀
- 吳佩珍，《真杉靜枝與殖民地台灣 （页面存档备份，存于）》，聯經出版，2013年。
- 林慧君，〈火野葦平與日據時期在台日人的戰爭書寫 （页面存档备份，存于）〉，2014年。

## 外部連結
- 看看 - 台日交流文學特展 （页面存档备份，存于）